# Alexander Rajalin
Albert Alexander Rajalin, född 14 september 1888 i Åbo, död 18 maj 1941 i Karis, var en finländsk folkbildare och publicist.
Rajalin var 1916–1919 lärare vid Västra Nylands folkhögskola i Pojo och verkade därefter som skolans föreståndare fram till 1928, då han blev redaktör för Hufvudstadsbladets riksupplaga. Han var ordförande i kommunalfullmäktige i Pojo 1924–1928, i Västnyländska ungdomsringen 1922–1928 och i föreningen Brage från 1937.
Rajalins son, diplomekonom (1947) Bengt Edvard Rajalin (född 1923), var 1955–1986 redaktionssekreterare vid tidningen Samarbete.